# Saremar

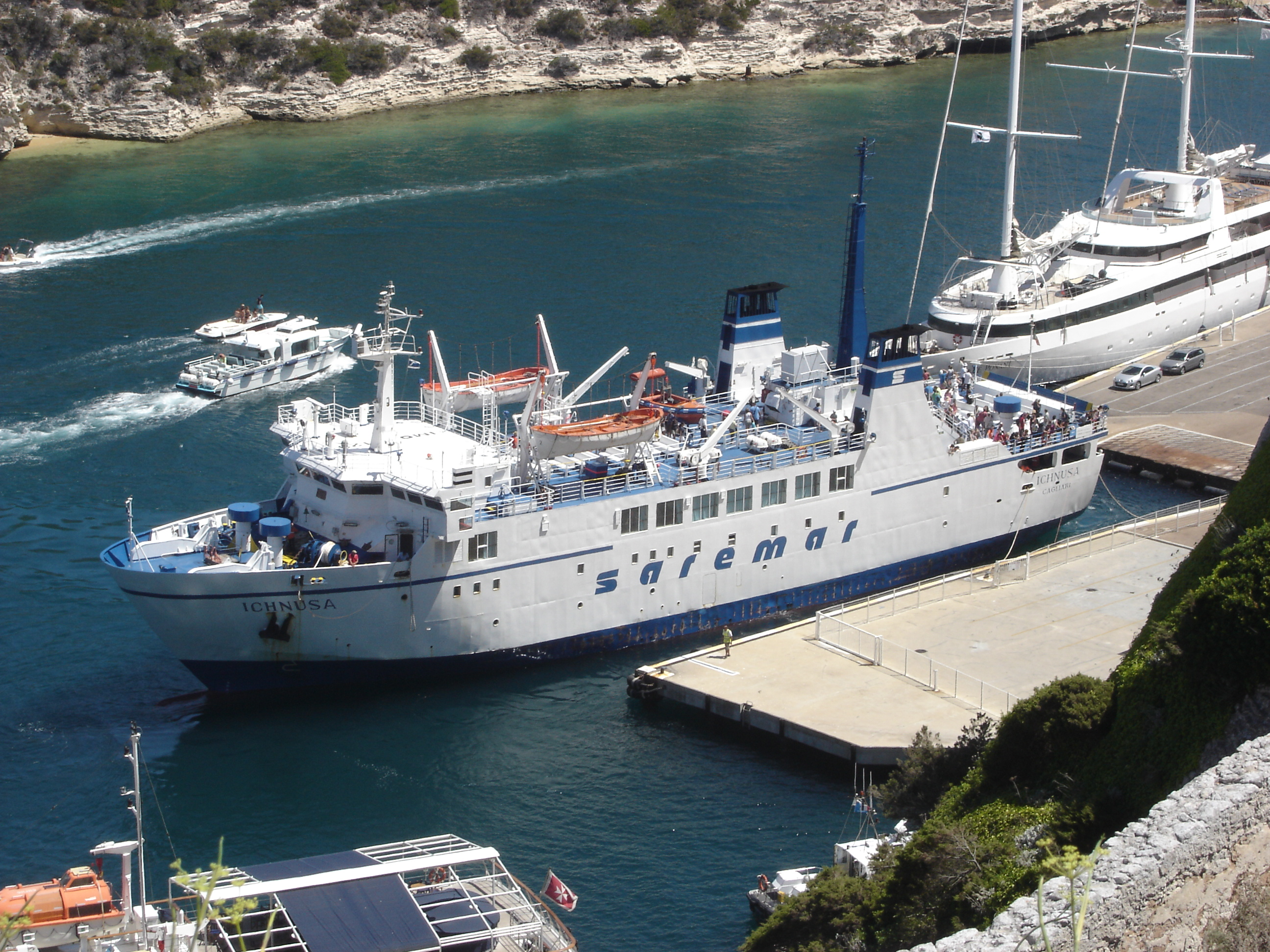
Ferry Ichnusa in de haven van Bonifacio (Corsica)

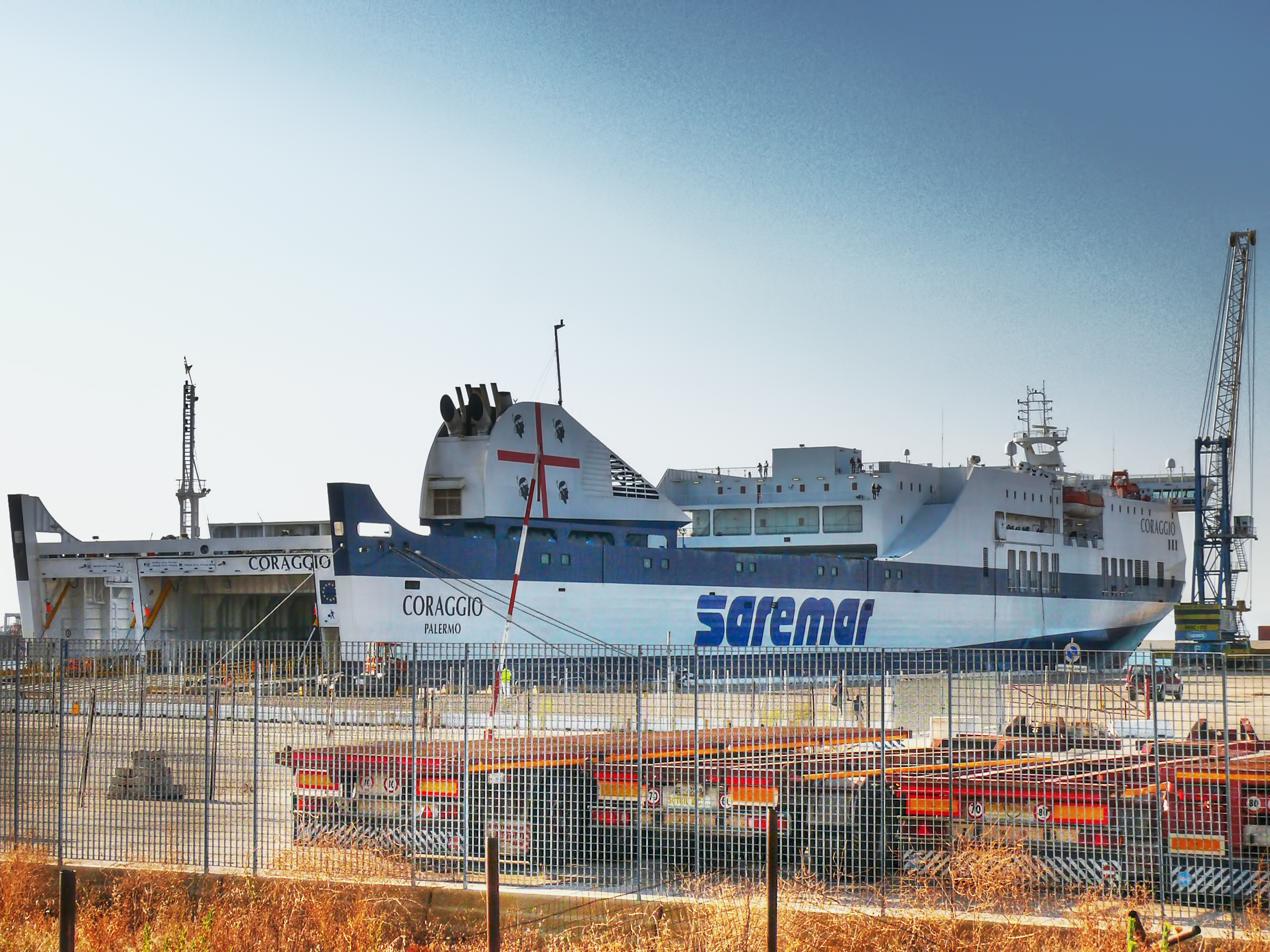
Ferry Coraggio Ferry in Porto Torres

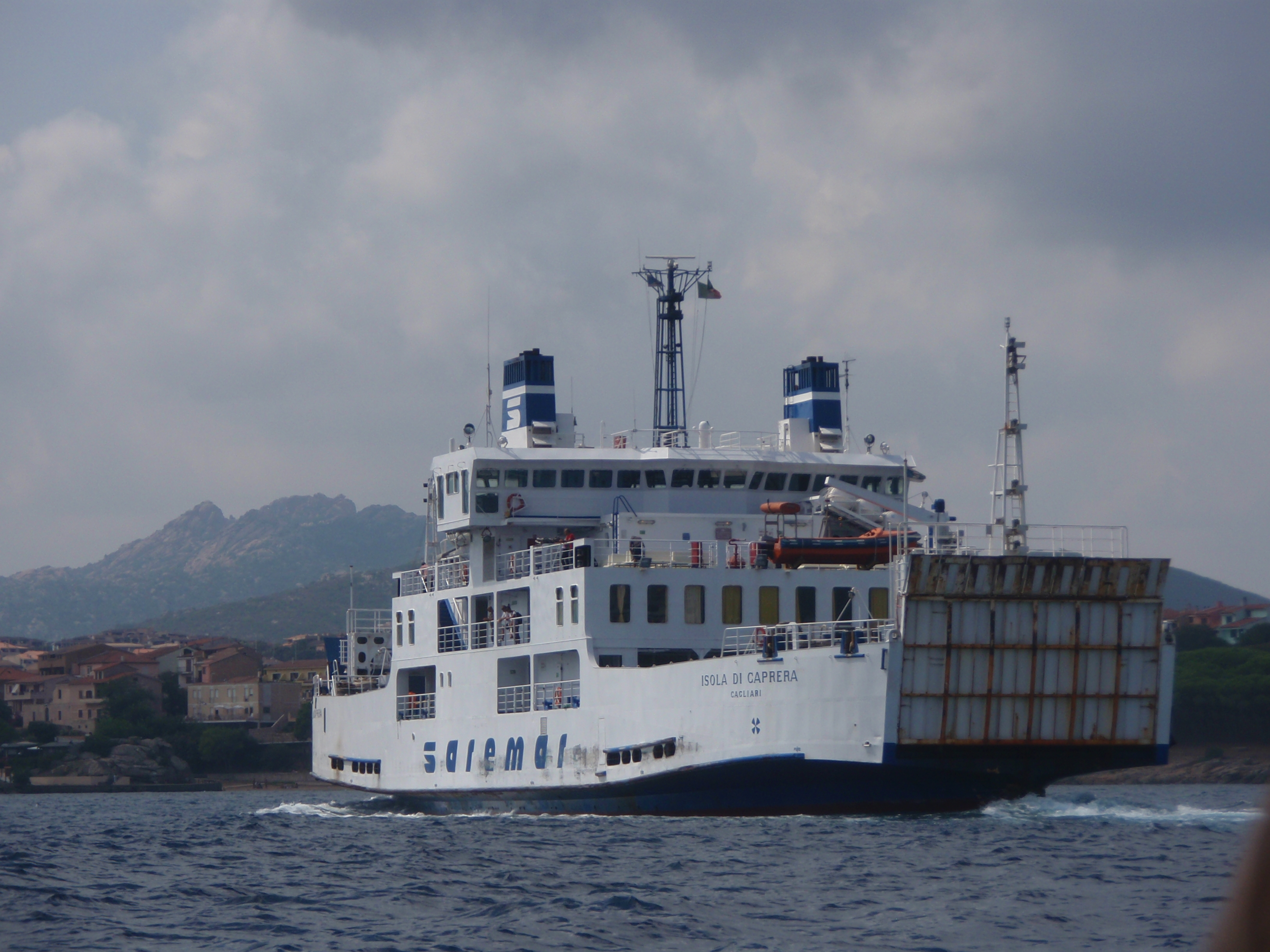
Isola di Caprera ferry.

Saremar (Sardegna Regionale Marittima) is een voormalige Italiaanse rederij.
Het bedrijf was van 1987 tot 2009 onderdeel van het staatsbedrijf Tirrenia di Navigazione, toen het werd overgedragen aan de autonome regio Sardinië. 
De activiteiten van Saremar werden op 1 april 2016 stopgezet. 
De rederij exploiteerde veerdiensten vanuit Sardinië naar La Maddelena en het Isola San Pietro, Bonifacio in Corsica en naar Savona en Civitavecchia op het Italiaanse vasteland.

## Vloot
| Naam schip             | Lengte | Breedte | Tonnage | Passagiers | Autocapaciteit | Snelheid (knopen) | Bouwjaar | Specificaties                                                                    |
| ---------------------- | ------ | ------- | ------- | ---------- | -------------- | ----------------- | -------- | -------------------------------------------------------------------------------- |
| Arbatax                | 49,00  | 10,04   | 494     | 308        | 21             | 10                | 1966     | airconditioning, bar, solarium                                                   |
| Ichnusa                | 64,34  | 13,82   | 2181    | 308        | 50             | 12                | 1986     | airconditioning, lift voor personen met beperking, bar, solarium, stabilisatoren |
| Isola di Caprera       | 73,41  | 15,82   | 1342    | 591        | 90             | 12,5              | 1986     | airconditioning, lift voor personen met beperking, bar, solarium                 |
| Isola di Santo Stefano | 73,40  | 15,80   | 1313    | 591        | 90             | 12,5              | 1992     | airconditioning, lift voor personen met beperking, bar, solarium                 |
| La Maddalena           | 49,15  | 10,34   | 494     | 308        | 21             | 10                | 1966     | airconditioning, bar, solarium                                                   |
| Sibilla                | 69,60  | 14,03   | 994     | 741        | 60             | 16                | 1979     | airconditioning, bar, solarium, stabilisatoren                                   |
| Vesta                  | 69,90  | 14,03   | 985     | 741        | 75             | 16                | 1981     | airconditioning, lift voor personen met beperking, bar, solarium, stabilisatoren |

## Veerdiensten

### Sardinië
- Palau ↔ La Maddalena
- Portovesme ↔ Carloforte (Isola di San Pietro)
- Calasetta ↔ Carloforte

### Sardinië ↔ Corsica
- Santa Teresa di Gallura ↔ Bonifacio

### Sardinië ↔ Italiaans vasteland
- Olbia ↔ Civitavecchia
- Porto Torres (Sassari) ↔ Vado Ligure (Savona)